# Fédération internationale des universités catholiques
La Fédération internationale des universités catholiques ((en) International Federation of Catholic Universities, (es) Federación Internacional de Universidades Católicas) regroupe 226 universités ou institutions d'enseignement supérieur. Elle a son siège à Paris, à l'Institut catholique.

## Histoire
La fédération trouve son origine dans une collaboration entre l'Università Cattolica del Sacro Cuore de Milan et l'Université catholique de Nimègue aux Pays-Bas en 1924. Elle a été créée par un décret papal en 1948 sous le nom de « Fœderatio Universitatum Catholicarum » et est devenue la Fédération internationale des universités catholiques en 1965. La FIUC facilite les programmes de recherche, de partenariat et d'échange entre les établissements d'enseignement catholiques. En 2023, elle comptait 226 universités membres dans le monde.

## Associations régionales
Elle regroupe des associations régionales ou continentales, formées en tout ou en partie par des institutions membres, qui visent à répondre aux intérêts particuliers et plus immédiats desdites régions, mais dans la logique des fins poursuivies par la Fédération :
- Association des universités catholiques d'Afrique et de Madagascar (ASUNICAM) / Association of Catholic Universities and Higher Institutes of Africa and Madagascar (ACUHIAM)[3]
- Association of East and South East Asian Catholic Colleges and Universities (ASEACCU)[4]
- Fédération des universités catholiques européennes (FUCE) / International Federation of European Catholic Universities / Federación de Universidades Católicas de Europa (FUCE)[5]
- Association of Catholic Colleges and Universities (en) (ACCU) (États-Unis)[6]
- Organización de las Universidades de America Latina (ODUCAL)[7]
- Xavier Board of Higher Education in India[8]

Il existe également des regroupements thématiques comme  l'ACISE  : 
- l'Association catholique internationale des institutions des sciences de l'éducation / International Catholic Association of Institutions of Educational Sciences / Asociación Católica Internacional de Institutos Pedagógicos

## Activité de lobbying

### Auprès de l'Assemblée nationale française
La FIUC est inscrite comme représentant d'intérêts auprès de l'Assemblée nationale. Elle déclare à ce titre un budget global de 2 millions d'euros dont 10 000 euros de financement public, et indique que les coûts annuels liés aux activités directes de représentation d'intérêts auprès du Parlement s'élèvent à 10 000 euros.